# Filipijnse haaregel
De Filipijnse haaregel (Podogymnura truei) is een haaregel uit het geslacht Podogymnura.

## Kenmerken
De Filipijnse haaregel is een relatief kleine soort met een lange, zachte vacht. De ondervacht is zeer lang. De rugvacht is rood- tot kastanjebruin, de onderkant bruin. De korte staart is ruigharig. De spitse snuit steekt voorbij de onderlip. Voor de ondersoort minima bedraagt de totale lengte 177 tot 216 mm, de kop-romplengte 124 tot 151 mm, de staartlengte 43 tot 66 mm, de achtervoetlengte 29 tot 37 mm, de oorlengte 19,5 tot 22 mm en het gewicht 43 tot 82 g, voor truei bedraagt de totale lengte 196 tot 210 mm, de kop-romplengte 134 tot 154 mm, de staartlengte 56 tot 62 mm, de achtervoetlengte 33 tot 34 mm en de oorlengte 19 tot 22 mm.

## Leefwijze
De Filipijnse haaregel is een solitair nachtdier en voedt zich voornamelijk met geleedpotigen en vooral regenwormen in de buurt van moerassen en beekjes. Overdag verblijft het in zijn beschutte hol onder een boomstronk of rots, waar zich een door hem gebouwd nest bevindt.

## Verspreiding
Deze soort komt voor op het Filipijnse eiland Mindanao. Deze soort is gevonden op Mount Apo en Mount Kitanglad. De populaties op Mount Kitanglad worden soms als een aparte ondersoort, P. t. minima Sanborn, 1953, gezien; deze dieren zijn iets kleiner dan andere Filipijnse haaregels. Deze ondersoort is iets kleiner en heeft een lichtere vacht dan andere populaties. De soort komt algemeen voor in regenwoud van 1300 tot 2900 m hoogte. Ondanks de IUCN-status "bedreigd" is het voortbestaan van de soort niet in gevaar.
Podogymnura aureospinula · Filipijnse haaregel (Podogymnura truei)